# Thomas Bensley
Thomas Bensley (1759-1835) fue un célebre tipógrafo inglés.
Fue el primero que aplicó la prensa mecánica, que utilizó para la tirada del Times. Su imprenta fue una de las más acreditadas de la época y en ella se imprimieron la Historia de Inglaterra de Hume, una edición de las obras de Shakespeare y la magnífica Biblia de Macklin.